# Abraham Stern
Abraham "Yair" Stern (Suwałki, Polonia, 23 de diciembre de 1907 - Tel Aviv, Mandato británico de Palestina, 12 de febrero de 1942) fue uno de los líderes de la organización paramilitar judía Irgún. En septiembre de 1940 fundó un grupo sionista militante escindido del Irgún, llamado Leji (acrónimo hebreo de «Lohamei Herut Israel», «Luchadores por la Libertad de Israel»), denominado «Stern Gang» (Banda de Stern) por las autoridades británicas y por la corriente principal del establishment judío del Yishuv, organización calificada de terrorista por las autoridades británicas y por Estados Unidos.
El legado de Stern es controvertido debido a que su organización intentó sin éxito formar una alianza con la Alemania nazi contra los británicos durante la Segunda Guerra Mundial. Fue capturado y asesinado por la policía colonial británica en 1942.

## Biografía
Nacido en Polonia, emigró a Eretz Israel durante el Mandato británico de Palestina en el año 1925. Realizó sus estudios en el Hebrew Gymnasium de Jerusalén y posteriormente ingresó a la Universidad Hebrea de Jerusalén en el Monte Scopus. Se especializó en letras clásicas y literatura griega y latina. Desde muy temprana edad ingresó a las filas del Irgún.
Fundó el Leji en el año 1940, escindiéndose del Irgún cuando este último se unió a la Haganá para apoyar a los británicos en la lucha contra el nazismo durante la Segunda Guerra Mundial.
En enero de 1941, Stern intentó establecer un acuerdo con las autoridades de la Alemania nazi, ofreciendo «participar activamente en la guerra del lado de Alemania» a cambio del apoyo alemán a la inmigración judía a Palestina y el establecimiento de un Estado judío. A finales de 1941 hizo otro intento de contactar con los alemanes, pero no encontró ninguna respuesta alemana. Estos llamamientos a Alemania estaban en directa oposición a las opiniones de otros sionistas, como Zeev Jabotinsky, que quería que Gran Bretaña derrotara a los nazis al mismo tiempo que querían expulsar a los británicos de Palestina.
Stern rechazó colaborar con los británicos, demandado que solamente la lucha continua contra el imperio británico conduciría finalmente a un estado judío independiente y se resolvería así la situación de los judíos en la Diáspora. La negativa británica para permitir que los refugiados judíos de la Alemania nazi entrasen al Mandato consolidaba su creencia de que su política era la acertada.
Stern fue asesinado el 12 de febrero de 1942 por la policía británica. Durante su detención en el apartamento en Tel Aviv donde se había estado ocultando, Stern fue atrapado por la espalda y esposado. Lo ejecutaron por ser el líder del Leji.
Según Yaacov Shavit, profesor del Departamento de Historia Judía de la Universidad de Tel Aviv, los artículos de las publicaciones del Leji contenían referencias a una «raza superior» judía, contrastando a los judíos con los árabes, que eran vistos como una «nación de esclavos». Sasha Polakow-Suransky escribe que «Lehi también era descaradamente racista hacia los árabes. Sus publicaciones describían a los judíos como una raza superior y a los árabes como una raza esclava». Lehi abogó por la expulsión masiva de todos los árabes de Palestina y Transjordania o incluso su aniquilación física.

## Homenajes
En el año 1981 fue fundada la ciudad Kojav Yair (Estrella de Yair), nombrada así por su nombre de batalla.